# Blatná na Ostrove
Blatná na Ostrove és un poble i municipi d'Eslovàquia que es troba a la regió de Trnava, a l'oest del país.

## Història
La primera menció escrita de la vila es remunta al 1286.

## Demografia
| Godina             | 1994 | 2004   | 2014   | 2024    |
| ------------------ | ---- | ------ | ------ | ------- |
| Nombre de persones | 792  | 828    | 854    | 994     |
| Diferència         |      | +4,54% | +3,14% | +16,39% |

| Godina             | 2023 | 2024   |
| ------------------ | ---- | ------ |
| Nombre de persones | 1003 | 994    |
| Diferència         |      | −0,89% |